# Adrian Pfahl
Adrian Pfahl (* 30. Juli 1982 in Bietigheim-Bissingen) ist ein deutscher Handballspieler.
Seine aktive Karriere begann Pfahl beim SKV Oberstenfeld. Anschließend wechselte er zum Zweitligisten TSG Oßweil. Nach zwei Jahren ging er zum Ligakonkurrenten TSV Bayer Dormagen, bevor er 2008 zum Erstligisten VfL Gummersbach wechselte.
Beim VfL spielte der Linkshänder im rechten Rückraum und trug die Rückennummer 26. Mit dem VfL gewann er 2009 den EHF-Pokal, sowie 2010 und 2011 den Europapokal der Pokalsieger.  
Zur Saison 2009/10 hatte er bereits einen Vertrag bei der HBW Balingen-Weilstetten unterschrieben, dieser wurde aber noch vor dem Wechsel aufgelöst und Pfahl verlängerte seinen Vertrag in Gummersbach um zwei weitere Jahre. Zur Saison 2013/14 wechselte Pfahl zum HSV Hamburg. Nachdem der HSV Handball am 16. Dezember 2015 Insolvenz anmeldete, wechselte er zu Frisch Auf Göppingen. Mit Göppingen gewann er 2016 und 2017 den EHF-Pokal. Im Sommer 2018 wechselte er zum Württembergligisten TSV Alfdorf/Lorch.
Sein Länderspiel-Debüt im DHB-Trikot gab er am 12. Juni 2010 gegen Griechenland in Dortmund. Er gehörte zum Nationalkader bei der Weltmeisterschaft 2011 in Schweden, der Europameisterschaft 2012 in Serbien und der Weltmeisterschaft 2013 in Spanien.
Pfahl ist verheiratet und von Beruf Maschinenbau-Techniker (Industriemechaniker). Im TSV Alfdorf/Lorch ist er als Co-Trainer der Mannschaft Männer 1 (Verbandsliga) tätig.

## Bundesligabilanz
| Saison    | Verein               | Spielklasse | Spiele | Tore | 7-Meter | Feldtore |
| --------- | -------------------- | ----------- | ------ | ---- | ------- | -------- |
| 2008/09   | VfL Gummersbach      | Bundesliga  | 34     | 64   | 9       | 55       |
| 2009/10   | VfL Gummersbach      | Bundesliga  | 29     | 135  | 25      | 110      |
| 2010/11   | VfL Gummersbach      | Bundesliga  | 33     | 224  | 36      | 188      |
| 2011/12   | VfL Gummersbach      | Bundesliga  | 34     | 216  | 29      | 187      |
| 2012/13   | VfL Gummersbach      | Bundesliga  | 32     | 179  | 26      | 143      |
| 2013/14   | HSV Hamburg          | Bundesliga  | 24     | 66   | 0       | 66       |
| 2014/15   | HSV Hamburg          | Bundesliga  | 31     | 120  | 3       | 117      |
| 2015/16   | Frisch Auf Göppingen | Bundesliga  | 14     | 37   | 0       | 37       |
| 2016/17   | Frisch Auf Göppingen | Bundesliga  | 34     | 110  | 1       | 109      |
| 2017/18   | Frisch Auf Göppingen | Bundesliga  | 20     | 27   | 0       | 27       |
| 2008–2018 | gesamt               | Bundesliga  | 285    | 1178 | 129     | 1049     |

Quelle: Spielerprofil bei der Handball-Bundesliga